# كيت أوكونور
كاثرين أوكونور (من مواليد 12 ديسمبر 2000) هي رياضية أيرلندية في ألعاب القوى، تتنافس في السباعي والخماسي الداخلي لصالح أيرلندا الشمالية وأيرلندا. حاملة الرقم القياسي الأيرلندي والأيرلندي الشمالي في السباعي برصيد 6297 نقطة، والخماسي الداخلي برصيد 4396 نقطة.
فازت بالميدالية الفضية في السباعي في بطولة أوروبا لألعاب القوى تحت 20 عامًا 2019 في بوروس، السويد. فازت بالميدالية الفضية في السباعي في دورة ألعاب الكومنولث 2022، وهي أول ميدالية لها في فئة الكبار، خلف كاتارينا جونسون تومسون، تأهلت لسباق السباعي في بطولة العالم لألعاب القوى 2023، وحصلت على المركز الثالث عشر، تنافست في دورة الألعاب الأولمبية الصيفية 2024 في باريس في سباق السباعي للسيدات.